# ARA Almirante Storni (D-24)
El ARA Almirante Storni (D-24) fue un destructor de la clase Fletcher botado originalmente como USS Cowell (DD-547) para la Armada de los Estados Unidos. Fue incorporado por la Armada Argentina a mediados de 1971 y estuvo en servicio hasta ser radiado en 1981.

## Construcción y características
El USS Cowell fue construido por la Bethlehem Steel Co. Los trabajos iniciaron el 7 de septiembre de 1942 y la botadura se realizó el 18 de marzo de 1943. El nuevo destructor entró en servicio en la Armada de los Estados Unidos el 23 de agosto de 1943.
Desplazaba 2100 toneladas en condiciones estándar y 3050 t a plena carga. Era propulsado por dos motores General Electric de 60 000 shp de potencia.

## Servicio
Participó en muchos combates en el Océano Pacífico en la Segunda Guerra Mundial y en la Guerra de Vietnam.
Fue adquirido por Argentina el 17 de agosto de 1971. Fue retirado el 30 de diciembre de 1979 y vendido a Astilleros Padovani por 528 millones de pesos para su desguace.